# ASM Clermont Auvergne
ASM Clermont Auvergne (wym. [a.esˈem klɛʀˈmɔ̃ oˈvɛʁnj]) – francuski klub rugby union z siedzibą w Clermont-Ferrand, założony 11 października 1911, występujący w najwyższej klasie rozgrywkowej Top 14 oraz European Rugby Champions Cup (ERCC). Dwukrotni mistrzowie Francji (2010, 2017) i trzykrotni finaliści ERCC (2013, 2015, 2017). Tradycyjnymi barwami klubu są żółty i niebieski, będące jednocześnie kolorami powiązanej z klubem fabryki Michelin.
Domowe mecze ASM rozgrywa na mogącym pomieścić 19 372 widzów Stade Marcel-Michelin, stanowiącym część Parc des Sports Marcel Michelin.

## Historia

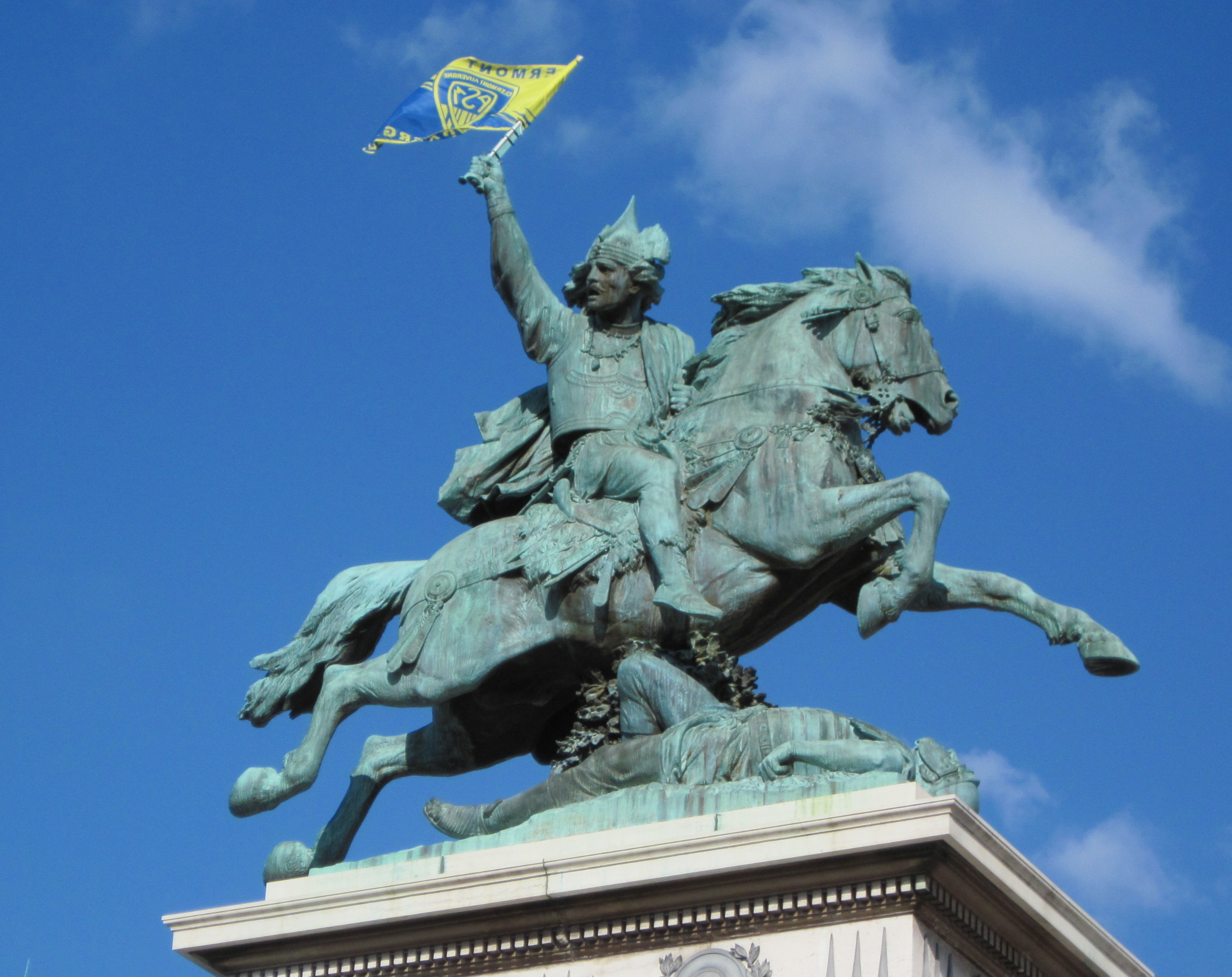
Posąg Wercyngetoryksa z flagą ASM Clermont Auvergne po zdobyciu przez tę drużynę tytułu mistrzowskiego w 2010 r.

11 października 1911, Marcel Michelin wraz ze swoim kuzynem Jacques’em Hauvettem utworzyli Association sportive Michelin, działającą przy fabryce opon Michelina i przeznaczoną dla pracowników tego zakładu. Był to wówczas klub wielosekcyjny, skupiający osoby uprawiające biegi przełajowe, piłkę nożną i rugby (trzy chronologicznie pierwsze), a także szermierkę, kolarstwo, tenis oraz grę w bule. W 1911 r. oddano do użytku stadion w Parc des Sports Marcel Michelin, będący do dziś domowym obiektem drużyny. W 1922 r. nazwę klubu zmieniono na Association sportive montferrandaise (w skrócie: AS Montferrand), co było wynikiem zakazu umieszczania w nazwach organizacji sportowych, marki firmy przemysłowej lub handlowej, bądź nazwiska założyciela, które stało się taką marką. Marcel Michelin tłumaczył, że chcąc zachować dotychczasowy akronim ASM, zdecydował się włączyć do nazwy, członu Montferrand, czyli historycznej dzielnicy Clermont-Ferrand, z której wywodziło się wielu ówczesnych zawodników. W tym czasie wiodącą sekcją klubu stała się właśnie sekcja rugby union. W 1936 r. po raz pierwszy zespół był bliski zdobycia tytułu mistrzowskiego, jednak ostatecznie zajął w lidze 2. miejsce. Później podobna sytuacja zdarzyła się jeszcze dziewięciokrotnie, nim w 2010 r. ASM sięgnęło ostatecznie po swój pierwszy tytuł. W 2004 r. klub przyjął obecną nazwę ASM Clermont Auvergne, jednak nadal bywa określany jako Montferrand.

## Trofea
- Mistrzostwa Francji:
  - Triumfator (2): 2010, 2017
  - Finalista (12): 1936, 1937, 1970, 1978, 1994, 1999, 2001, 2007, 2008, 2009, 2015, 2019
- Challenge Yves du Manoir:
  - Triumfator (3): 1938, 1976, 1986
  - Finalista (6): 1935, 1957, 1972, 1979, 1985, 1994
- Puchar Francji:
  - Finalista (2): 1945, 1947
- Puchar Ligi Francuskiej:
  - Triumfator (1): 2001
- European Rugby Challenge Cup:
  - Triumfator (3): 1999, 2007, 2019
  - Finalista (1): 2004
- European Rugby Champions Cup
  - Finalista (1): 2013, 2015, 2017